# Llista d'asteroides/170301-170400
| Nom                | Designació provisional | Data de descobriment   | Lloc de descobriment | Descobridor/s      |
| ------------------ | ---------------------- | ---------------------- | -------------------- | ------------------ |
| 170301 -           | 2003 ST14              | 17 de setembre de 2003 | Kitt Peak            | Spacewatch         |
| 170302 -           | 2003 SW14              | 17 de setembre de 2003 | Kitt Peak            | Spacewatch         |
| 170303 -           | 2003 SU17              | 17 de setembre de 2003 | Kitt Peak            | Spacewatch         |
| 170304 -           | 2003 SQ22              | 16 de setembre de 2003 | Kitt Peak            | Spacewatch         |
| 170305 -           | 2003 SP26              | 17 de setembre de 2003 | Haleakala            | NEAT               |
| 170306 Augustzátka | 2003 SZ32              | 18 de setembre de 2003 | Kleť                 | J. Tichá, M. Tichý |
| 170307 -           | 2003 SN33              | 16 de setembre de 2003 | Anderson Mesa        | LONEOS             |
| 170308 -           | 2003 SW35              | 18 de setembre de 2003 | Socorro              | LINEAR             |
| 170309 -           | 2003 SS36              | 18 de setembre de 2003 | Desert Eagle         | W. K. Y. Yeung     |
| 170310 -           | 2003 SM38              | 16 de setembre de 2003 | Palomar              | NEAT               |
| 170311 -           | 2003 SJ40              | 16 de setembre de 2003 | Palomar              | NEAT               |
| 170312 -           | 2003 SD43              | 16 de setembre de 2003 | Anderson Mesa        | LONEOS             |
| 170313 -           | 2003 SU43              | 16 de setembre de 2003 | Anderson Mesa        | LONEOS             |
| 170314 -           | 2003 SG44              | 16 de setembre de 2003 | Anderson Mesa        | LONEOS             |
| 170315 -           | 2003 SS46              | 16 de setembre de 2003 | Anderson Mesa        | LONEOS             |
| 170316 -           | 2003 SU49              | 18 de setembre de 2003 | Palomar              | NEAT               |
| 170317 -           | 2003 SW53              | 16 de setembre de 2003 | Kitt Peak            | Spacewatch         |
| 170318 -           | 2003 SY53              | 16 de setembre de 2003 | Kitt Peak            | Spacewatch         |
| 170319 -           | 2003 SF54              | 16 de setembre de 2003 | Anderson Mesa        | LONEOS             |
| 170320 -           | 2003 SK67              | 19 de setembre de 2003 | Socorro              | LINEAR             |
| 170321 -           | 2003 ST73              | 18 de setembre de 2003 | Kitt Peak            | Spacewatch         |
| 170322 -           | 2003 SG74              | 18 de setembre de 2003 | Kitt Peak            | Spacewatch         |
| 170323 -           | 2003 SL75              | 18 de setembre de 2003 | Kitt Peak            | Spacewatch         |
| 170324 -           | 2003 ST75              | 18 de setembre de 2003 | Kitt Peak            | Spacewatch         |
| 170325 -           | 2003 SA78              | 19 de setembre de 2003 | Kitt Peak            | Spacewatch         |
| 170326 -           | 2003 SE83              | 18 de setembre de 2003 | Kitt Peak            | Spacewatch         |
| 170327 -           | 2003 SO83              | 18 de setembre de 2003 | Kitt Peak            | Spacewatch         |
| 170328 -           | 2003 SO87              | 17 de setembre de 2003 | Socorro              | LINEAR             |
| 170329 -           | 2003 SY89              | 18 de setembre de 2003 | Palomar              | NEAT               |
| 170330 -           | 2003 SA95              | 19 de setembre de 2003 | Kitt Peak            | Spacewatch         |
| 170331 -           | 2003 SV101             | 20 de setembre de 2003 | Palomar              | NEAT               |
| 170332 -           | 2003 SF103             | 20 de setembre de 2003 | Socorro              | LINEAR             |
| 170333 -           | 2003 SJ106             | 20 de setembre de 2003 | Palomar              | NEAT               |
| 170334 -           | 2003 ST108             | 20 de setembre de 2003 | Palomar              | NEAT               |
| 170335 -           | 2003 SW108             | 20 de setembre de 2003 | Palomar              | NEAT               |
| 170336 -           | 2003 SF116             | 16 de setembre de 2003 | Anderson Mesa        | LONEOS             |
| 170337 -           | 2003 SQ119             | 17 de setembre de 2003 | Kitt Peak            | Spacewatch         |
| 170338 -           | 2003 SK122             | 18 de setembre de 2003 | Campo Imperatore     | CINEOS             |
| 170339 -           | 2003 SZ125             | 19 de setembre de 2003 | Palomar              | NEAT               |
| 170340 -           | 2003 SA126             | 19 de setembre de 2003 | Socorro              | LINEAR             |
| 170341 -           | 2003 SH137             | 20 de setembre de 2003 | Palomar              | NEAT               |
| 170342 -           | 2003 SM155             | 19 de setembre de 2003 | Anderson Mesa        | LONEOS             |
| 170343 -           | 2003 SN156             | 19 de setembre de 2003 | Anderson Mesa        | LONEOS             |
| 170344 -           | 2003 SH157             | 19 de setembre de 2003 | Anderson Mesa        | LONEOS             |
| 170345 -           | 2003 SB160             | 20 de setembre de 2003 | Socorro              | LINEAR             |
| 170346 -           | 2003 SJ161             | 18 de setembre de 2003 | Socorro              | LINEAR             |
| 170347 -           | 2003 SR166             | 21 de setembre de 2003 | Socorro              | LINEAR             |
| 170348 -           | 2003 ST168             | 23 de setembre de 2003 | Haleakala            | NEAT               |
| 170349 -           | 2003 SW171             | 18 de setembre de 2003 | Kitt Peak            | Spacewatch         |
| 170350 -           | 2003 SH174             | 18 de setembre de 2003 | Kitt Peak            | Spacewatch         |
| 170351 -           | 2003 SG176             | 18 de setembre de 2003 | Palomar              | NEAT               |
| 170352 -           | 2003 ST176             | 18 de setembre de 2003 | Palomar              | NEAT               |
| 170353 -           | 2003 SO177             | 18 de setembre de 2003 | Palomar              | NEAT               |
| 170354 -           | 2003 SG180             | 19 de setembre de 2003 | Anderson Mesa        | LONEOS             |
| 170355 -           | 2003 SC184             | 21 de setembre de 2003 | Kitt Peak            | Spacewatch         |
| 170356 -           | 2003 SY186             | 22 de setembre de 2003 | Anderson Mesa        | LONEOS             |
| 170357 -           | 2003 SZ190             | 18 de setembre de 2003 | Campo Imperatore     | CINEOS             |
| 170358 -           | 2003 SJ191             | 18 de setembre de 2003 | Palomar              | NEAT               |
| 170359 -           | 2003 SH194             | 20 de setembre de 2003 | Kitt Peak            | Spacewatch         |
| 170360 -           | 2003 SB203             | 22 de setembre de 2003 | Anderson Mesa        | LONEOS             |
| 170361 -           | 2003 SE209             | 24 de setembre de 2003 | Palomar              | NEAT               |
| 170362 -           | 2003 SL209             | 24 de setembre de 2003 | Haleakala            | NEAT               |
| 170363 -           | 2003 ST210             | 23 de setembre de 2003 | Palomar              | NEAT               |
| 170364 -           | 2003 SV210             | 23 de setembre de 2003 | Palomar              | NEAT               |
| 170365 -           | 2003 SW212             | 25 de setembre de 2003 | Haleakala            | NEAT               |
| 170366 -           | 2003 SJ216             | 26 de setembre de 2003 | Socorro              | LINEAR             |
| 170367 -           | 2003 SE225             | 26 de setembre de 2003 | Socorro              | LINEAR             |
| 170368 -           | 2003 SJ230             | 24 de setembre de 2003 | Palomar              | NEAT               |
| 170369 -           | 2003 SC234             | 25 de setembre de 2003 | Palomar              | NEAT               |
| 170370 -           | 2003 SE237             | 26 de setembre de 2003 | Socorro              | LINEAR             |
| 170371 -           | 2003 SP238             | 27 de setembre de 2003 | Socorro              | LINEAR             |
| 170372 -           | 2003 SA244             | 28 de setembre de 2003 | Socorro              | LINEAR             |
| 170373 -           | 2003 SX245             | 26 de setembre de 2003 | Socorro              | LINEAR             |
| 170374 -           | 2003 SV251             | 26 de setembre de 2003 | Socorro              | LINEAR             |
| 170375 -           | 2003 SU253             | 27 de setembre de 2003 | Desert Eagle         | W. K. Y. Yeung     |
| 170376 -           | 2003 ST260             | 27 de setembre de 2003 | Kitt Peak            | Spacewatch         |
| 170377 -           | 2003 SC271             | 25 de setembre de 2003 | Haleakala            | NEAT               |
| 170378 -           | 2003 SD272             | 27 de setembre de 2003 | Socorro              | LINEAR             |
| 170379 -           | 2003 SN272             | 27 de setembre de 2003 | Socorro              | LINEAR             |
| 170380 -           | 2003 SC274             | 28 de setembre de 2003 | Anderson Mesa        | LONEOS             |
| 170381 -           | 2003 SD284             | 20 de setembre de 2003 | Socorro              | LINEAR             |
| 170382 -           | 2003 SB285             | 20 de setembre de 2003 | Socorro              | LINEAR             |
| 170383 -           | 2003 SP288             | 28 de setembre de 2003 | Socorro              | LINEAR             |
| 170384 -           | 2003 SY288             | 28 de setembre de 2003 | Desert Eagle         | W. K. Y. Yeung     |
| 170385 -           | 2003 SN289             | 28 de setembre de 2003 | Socorro              | LINEAR             |
| 170386 -           | 2003 SH293             | 27 de setembre de 2003 | Socorro              | LINEAR             |
| 170387 -           | 2003 SN294             | 28 de setembre de 2003 | Socorro              | LINEAR             |
| 170388 -           | 2003 SK295             | 29 de setembre de 2003 | Anderson Mesa        | LONEOS             |
| 170389 -           | 2003 SD298             | 18 de setembre de 2003 | Haleakala            | NEAT               |
| 170390 -           | 2003 SK298             | 18 de setembre de 2003 | Haleakala            | NEAT               |
| 170391 -           | 2003 SU304             | 17 de setembre de 2003 | Palomar              | NEAT               |
| 170392 -           | 2003 SZ304             | 17 de setembre de 2003 | Palomar              | NEAT               |
| 170393 -           | 2003 SA305             | 17 de setembre de 2003 | Palomar              | NEAT               |
| 170394 -           | 2003 SC319             | 20 de setembre de 2003 | Anderson Mesa        | LONEOS             |
| 170395 -           | 2003 SP319             | 26 de setembre de 2003 | Apache Point         | SDSS               |
| 170396 -           | 2003 SW320             | 18 de setembre de 2003 | Palomar              | NEAT               |
| 170397 -           | 2003 TB10              | 6 d'octubre de 2003    | Socorro              | LINEAR             |
| 170398 -           | 2003 TA14              | 3 d'octubre de 2003    | Kitt Peak            | Spacewatch         |
| 170399 -           | 2003 TL14              | 15 d'octubre de 2003   | Anderson Mesa        | LONEOS             |
| 170400 -           | 2003 TS16              | 14 d'octubre de 2003   | Palomar              | NEAT               |